# Etnias de Sudáfrica

Grupos étnicos dominantes en Sudáfrica en 2011. En color rojo, negros; en verde, mestizos; en azul, indios o asiáticos; en amarillo, blancos, y en lila, ningún grupo dominante.

Las etnias de Sudáfrica se refieren a los diferentes grupos étnicos que habitan el país Africano. Debido a la diversidad de los orígenes étnicos existente en Sudáfrica y su historia de segregación racial, la igualdad es un principio establecido constitucionalmente.
Sudáfrica tenía, a principios de 2020, casi 59 millones de habitantes, con una densidad de 49 hab/km², de los que el 66,7% es población urbana, con una edad media en el país de 27,6 años.
La Agencia de Estadísticas de Sudáfrica, abreviada Stats SA, considera que en el país existen cinco categorías o grupos raciales. El 79,4% de la población se considera negra (unos 46,8 millones), el 9,2% se considera blanco (5,4 millones), el 8,8% mestizo (5,2 millones) y el 2,6% indio o asiático (1,5 millones). En el primer censo de 1911, los blancos eran el 22%. Hay 11 idiomas oficiales, zulú (22,7%), xhosa (16%), afrikáans (13,5%), inglés (9,6%), sepedi (9,1%), setsuana (6,7%), sesoto (7,6%), xitsonga (4,5%), suazi (2,5%), tsivenda (2,4%) y ndebele (2,1%). Pôr otro lado, el 81.2% de los sudafricanos se consideran cristianos, el 3,7% se identifica con otra fe y el 15% con ninguna en particular. Se estima que el 18,8% de la población vive con sida, unos 7 millones de individuos. Cada 42 segundos, el país tiene un habitante más, unas dos mil personas diarias, descontando los fallecimientos. Superan los dos millones de habitantes, las ciudades de Johannesburgo (4,4 millones en la zona metropolitana), Ciudad del Cabo y Ethekwini, con 3,7 y 3,4 millones, Ekurhuleni, Tshwane y Nelson Mandela Bay

## Negros sudafricanos
La mayoría de sudafricanos, los nativos y los calificados como indígenas, africanos o población negra de Sudáfrica, no son una población homogénea ni cultural ni lingüística, pues muchos han migrado a Sudáfrica desde otros países africanos en los últimos 400 años. Los nativos de Sudáfrica son los pueblos khoi, más conocidos como hotentotes, y khoisan o bosquimanos, que viven únicamente en los desiertos occidentales. Los mayores grupos étnicos son los zulúes, los xhosa, los pedi o bapedi, los ndebele, los sotho, los venda o vhavenda, los tsonga shangaan, los suazi y los tsuana, los cuales hablan lenguas indígenas africanas.
Muchos de estos nativos también están distribuidos por las zonas limítrofes de los países vecinos, por ejemplo, los sotho o basotho son mayoría en Lesoto. Los tsuana son mayoría en Botsuana. Los suazi son mayoría en Suazilandia. Una parte de los zulúes se encuentra en Zimbabue, en Matabelelandia, donde son conocidos como matabele, descendientes de los ndebele del norte, una facción zulú.

## Blancos sudafricanos
Los blancos de Sudáfrica son predominantemente descendientes de neerlandeses, alemanes, hugonotes franco-belgas, y británicos. Cultural y lingüísticamente, se dividen en bóeres, que hablan afrikáans, y los demás grupos, que hablan inglés.